# Miloval jsem ji
Miloval jsem ji (v originále Je l'aimais) je francouzský hraný film z roku 2009, který režíroval Zabou Breitman podle vlastního scénáře jako adaptaci stejnojmenného románu Anny Gavaldy z roku 2002. Snímek měl světovou premiéru ve Francii dne 6. května 2009.

## Děj
Chloé je zdrcená rozchodem po sedmi letech manželství a uchýlí se se svými dvěma dětmi uchýlí k rodičům svého manžela Pierrovi a Suzanne.
Pierre ji okamžitě vezme daleko od Paříže, do rodinné chaty v srdci hor, aby si mohla vyčistit hlavu a znovu nabrat sílu. Pierre je klidný, diskrétní, spíše mlčenlivý, sotva promluví. Chloe je stále zdrcená a v depresi.
Jednoho večera se Chloé zhroutí, ztratí nervy a lituje toho, že opustila svého manžela bez jediné hádky nebo promluvy. Pierre to vstřebá a pak Chloé vypráví o své vlastní dávné nevěře.

## Obsazení
| Daniel Auteuil         | Pierre                |
| Marie-Josée Croze      | Mathilde              |
| Florence Loiret Caille | Chloé                 |
| Christiane Millet      | Suzanne Houdard       |
| Geneviève Mnich        | Geneviève, sekretářka |
| Winston Ong            | pan Xing              |
| Olivia Ross            | Christine             |
| Antonin Chalon         | Adrien                |
| Clémentine Houée       | Marion                |
| Woon Ling Hau          | slečna Li             |
| Jonathan Cohen         | poslíček s pizzou     |
| William Gay            | realitní makléř       |
| Delphine Théodore      | zástupkyně            |
| Mark Dugdale           | Tom                   |
| Christophe Carrière    | Marc                  |

## Ocenění
- César: nominace v kategorii nejslibnější herečka (Florence Loiret-Caille)